# Oskar Piechota
Oskar Piechota (Gdansk, 24 de janeiro de 1990) é um lutador de artes marciais mistas polonês. Compete no Ultimate Fighting Championship (UFC) na categoria de peso médio.

## Início
Piechota nasceu em Gdansk, Polonia. Ele começou a treinar jiu jitsu quando era criança e fez a transição para o MMA aos 21 anos de idade.

## Vida Pessoal
Piechota é formado em Educação Física.

## Carreira no MMA

### Ultimate Fighting Championship
Piechota fez sua estreia no UFC em 21 de outubro de 2017 no UFC Fight Night: Cerrone vs. Till contra Jonathan Wilson. Ele venceu por decisão unânime.
Em 18 de fevereiro de 2018, Piechota enfrentou Tim Williams no UFC Fight Night: Cowboy vs. Medeiros. Ele venceu por nocaute no primeiro round.
Piechota em seguida enfrentou Gerald Meerschaert em 6 de julho de 2018 no The Ultimate Fighter 27 Finale. Ele perdeu por finalização no segundo round.
Piechota enfrentou Rodolfo Vieira em 10 de agosto de 2019 no UFC Fight Night: Shevchenko vs. Carmouche 2. Ele perdeu por finalização no segundo round.
Piechota enfrentou Punahele Soriano em 14 de dezembro de 2019 no UFC 245: Usman vs. Covington. Ele perdeu por nocaute no primeiro round.

## Cartel no MMA
| Cartel no MMA   |             |            |
| 16 lutas        | 11 vitórias | 4 derrotas |
| Por nocaute     | 5           | 2          |
| Por finalização | 5           | 2          |
| Por decisão     | 1           | 0          |
| Empates         | 1           | 1          |

| Res.    | Cartel | Oponente             | Método                         | Evento                                      | Data       | Round | Tempo | Local             | Notas                                               |
| ------- | ------ | -------------------- | ------------------------------ | ------------------------------------------- | ---------- | ----- | ----- | ----------------- | --------------------------------------------------- |
| Derrota | 11-4-1 | Marc-André Barriault | Nocaute Técnico (socos)        | UFC on ESPN: Blaydes vs. Volkov             | 20/06/2020 | 2     | 4:50  | Las Vegas, Nevada |                                                     |
| Derrota | 11-3-1 | Punahele Soriano     | Nocaute (soco)                 | UFC 245: Usman vs. Covington                | 14/12/2019 | 1     | 3:17  | Las Vegas, Nevada |                                                     |
| Derrota | 11-2-1 | Rodolfo Vieira       | Finalização (triângulo de mão) | UFC Fight Night: Shevchenko vs. Carmouche 2 | 10/08/2019 | 2     | 4:26  | Montevideo        |                                                     |
| Derrota | 11-1-1 | Gerald Meerschaert   | Finalização (mata leão)        | The Ultimate Fighter: Undefeated            | 06/07/2018 | 2     | 4:55  | Las Vegas, Nevada |                                                     |
| Vitória | 11-0-1 | Tim Williams         | Nocaute (socos)                | UFC Fight Night: Cowboy vs. Medeiros        | 18/02/2018 | 1     | 1:54  | Austin, Texas     |                                                     |
| Vitória | 10-0-1 | Jonathan Wilson      | Decisão (unânime)              | UFC Fight Night: Cerrone vs. Till           | 21/10/2017 | 3     | 5:00  | Gdansk            | Estreia no UFC.                                     |
| Vitória | 9-0-1  | Jason Radcliffe      | Nocaute Técnico (socos)        | Cage Warriors 85                            | 24/06/2017 | 1     | 0:32  | Bournemouth       | Ganhou o Cinturão Peso Médio Vago do Cage Warriors. |
| Vitória | 8-0-1  | Sergio Souza         | Nocaute (chute na cabeça)      | Spartan Fight 7                             | 01/04/2017 | 1     | 0:37  | Chorzów           |                                                     |
| Vitória | 7-0-1  | Nikos Sokolis        | Finalização (triângulo de mão) | Spartan Fight 6                             | 17/12/2016 | 2     | 2:47  | Płock             |                                                     |
| Vitória | 6-0-1  | Craig White          | Finalização (gravata japonesa) | Time of Masters 1                           | 17/01/2015 | 1     | 1:17  | Sopot             |                                                     |
| Vitória | 5-0-1  | Mattia Schiavolin    | Nocaute (socos)                | Pro MMA Challenge: Just Fight!              | 27/06/2014 | 2     | 3:23  | Lublin            |                                                     |
| Vitória | 4-0-1  | Sadibou Sy           | Finalização (triângulo)        | International Ring Fight Arena 6            | 05/04/2014 | 2     | N/A   | Estocolmo         |                                                     |
| Empate  | 3-0-1  | Rafał Haratyk        | Empate (dividido)              | No Contest 1                                | 09/11/2013 | 3     | 5:00  | Kwidzyn           |                                                     |
| Vitória | 3-0    | Livio Victoriano     | Nocaute (soco)                 | MMA Attack 3                                | 27/04/2013 | 2     | 1:50  | Katowice          |                                                     |
| Vitória | 2-0    | Michał Tarabańka     | Finalização (guilhotina)       | Battle in the Cage: Young Blood             | 09/11/2012 | 1     | 0:40  | Słupsk            |                                                     |
| Vitória | 1-0    | Patryk Kania         | Finalização (triângulo)        | Ring XF 3: Podwójne Uderzenie               | 05/03/2011 | 1     | 0:56  | Zgierz            |                                                     |